# Гуд-Хоп (округ Айтаска, Миннесота)
Гуд-Хоп (англ. Good Hope) — тауншип в округе Айтаска, Миннесота, США. На 2010 год его население составило 99 человек.

## География
По данным Бюро переписи населения США площадь тауншипа составляет 89,8 км², из которых 79,8 км² занимает суша, а 10,0 км² — вода (11,10 %).
Через тауншип проходит  дорога 46 штата Миннесота

## Население
В 2010 году на территории тауншипа проживало 99 человек (из них 57,6 % мужчин и 42,4 % женщин), насчитывалось 49 домашних хозяйств и 30 семей. На территории города было расположено 128 построек со средней плотностью 1,6 построек на один квадратный километр суши. Расовый состав: белые — 96,0 %.
Население города по возрастному диапазону по данным переписи 2010 года распределилось следующим образом: 23,1 % — жители младше 21 года, 48,5 % — от 21 до 65 лет и 38,4 % — в возрасте 65 лет и старше. Средний возраст населения — 57,5 лет. На каждые 100 женщин в Гуд-Хоп приходилось 135,7 мужчин, при этом на 100 совершеннолетних женщин приходилось уже 120,0 мужчин сопоставимого возраста.
Из 49 домашних хозяйств 61,2 % представляли собой семьи: 53,1 % совместно проживающих супружеских пар (6,1 % с детьми младше 18 лет); 4,1 % — женщины, проживающие без мужей, 4,1 % — мужчины, проживающие без жён. 38,8 % не имели семьи. В среднем домашнее хозяйство ведут 2,02 человека, а средний размер семьи — 2,50 человека. В одиночестве проживали 32,7 % населения, 18,3 % составляли одинокие пожилые люди (старше 65 лет).
В 2014 году из 151 человека старше 16 лет имели работу 93. В 2014 году медианный доход на семью оценивался в 57 981 $, на домашнее хозяйство — в 57 692 $. Доход на душу населения — 21 140 $ в год.